# San Felipe kommun, Yucatán
San Felipe är en kommun i Mexiko.   Den ligger i delstaten Yucatán, i den östra delen av landet, 1 200 km öster om huvudstaden Mexico City. Antalet invånare är 1 842. Arean är 681 kvadratkilometer.
Terrängen i San Felipe är mycket platt.